# 낙랑국
낙랑국(樂浪國) 또는 최씨낙랑국(崔氏樂浪國)은 1세기경인 원삼국시대 때 한반도 북부에 있었다고 비정되는 국가이다. 추정하는 위치나 이름으로 인해 한사군 중의 하나인 낙랑군과의 관계를 두고 논란이 있다. 문헌에 등장하는 최리라는 낙랑국 왕의 존재로 편의를 위해 최씨낙랑국이라고도 부른다.

## 역사
서기 14년, 신라가 왜의 침입을 받은 것을 기화로, 낙랑 역시 신라를 공격하였다. 《삼국사기》에 따르면, 낙랑의 왕 최리(崔理)는 서기 30년 경에 옥저(沃沮) 지역으로 사냥을 나온 고구려의 왕자 호동(好童)을 만나 사위로 삼았다. 호동은 고구려로 돌아간 후 최리의 딸(낙랑공주)에게 은밀히 서신을 보내 낙랑의 고각(鼓角)을 부수도록 하였고 32년에 낙랑을 기습하여 항복을 받아낸다.
신라 본기에 따르면  37년에 낙랑의 백성 5천여 명이 신라로 와서 투항하였으며 고구려 본기에도 37년에 낙랑을 멸망시킨 기사가 있어, 32년으로 기술한 위의 기록과 멸망 시점이 엇갈린다. 32년부터 시작된 낙랑과의 전쟁이 37년에 종결된 것으로 보기도 하며, 37년에 멸망한 낙랑을 한사군(漢四郡)의 하나인 낙랑군(樂浪郡)으로 보기도 한다.

## 낙랑과 낙랑군
조선시대까지는 낙랑과 낙랑군을 같은 것으로 파악하였다. 이에 따라 당시에 일반적으로 낙랑군의 위치로 파악하였던 평안도 및 황해도 일대가 낙랑의 위치로 비정되었으며, 박지원 등의 일부 실학자들은 낙랑군의 위치를 요동 지역으로 비정하기도 하였다.
낙랑을 한사군(漢四郡)으로 보는 기존의 시각에는 중국 측 기록에 낙랑군이 정복된 사실이 없고 낙랑왕 최리의 존재 역시 등장하지 않는 문제점이 있다. 이에 따라 낙랑군과 낙랑을 별도의 존재로 파악하는 시각이 대두되었다. 주요 주장으로는 낙랑군에 소속된 여러 국읍(國邑) 가운데 하나였다는 시각, 호동이 옥저로 사냥을 나갔던 기록에 주목하여 낙랑국을 옥저 일대의 부족 국가로 비정하는 시각 등이 있다.
북한의 역사학계에서는 기원전 1세기에 있었던 낙랑국은 한민족이 세운 독립 국가이며, 한나라가 세운 낙랑군은 랴오닝성 지역에 따로 존재하였다고 주장한다. 평양직할시 락랑구역의 고분 및 유물들이 모두 낙랑국의 것이라 주장하는 것이다. 또한 일부 재야사학자들은 낙랑군의 위치를 요동 또는 요서 일대로 비정하고, 기존의 낙랑군 위치인 평안도 지역에 낙랑이 있었다고 주장하기도 하고
동예 일대에 위치했다고 주장하기도 한다.

## 기타
낙랑(樂浪)이라는 국명 유래와 관련하여 유창균(2000)은 '樂'의 상고 한음이 /g-rawk/으로 재구되는 점을 들어 '가락'과 동의어라는 견해를 제시한 바 있다.

## 같이 보기
- 낙랑군

## 참고 문헌
- 김부식 (1145). 〈권제1〉. 《삼국사기》.